# Mračna kula: Revolveraš
Revolveraš je roman američkog autora Stivena Kinga i prva je knjiga serijala Mračna kula, za koji je King napisao 1982. godine, da ga smatra svojim remek-delom. Inicijalno, roman sastavljen od pet kratkih priča objavljenih između 1978. i 1981. godine, prvi put je objavljen u obliku knjige 1982. King je bitno preradio roman 2003. godine i ta verzija je u štampi danas. U centru priče se nalazi Roland Diskejn, poslednji revolveraš, koji goni svog protivnika poznatog kao "Čovek u crnom" već mnogo godina. Roman prati Rolandov put kroz veliku pustinju i posle nje, u potrazi za čovekom u crnom. Roland sreće nekoliko osoba na svom putu, uključujući i dečaka po imenu Džejk Čejmbers, koji sa njim prelazi deo puta.

## Istorija i izdavanje
Roman je inspirisan poemom Roberta Brauninga "Čajld Roland Mračnoj kuli stiže" (1855), koju je King pročitao kao student druge godine na Univerzitetu u Mejnu. King je rekao da se "igrao idejom stvaranja dugog romantičnog romana koji otelovljuje osećaj, ako ne i egzaktnu smisao, Brauningove pesme". King je počeo da piše ovaj roman 1970. godine, na deliću svetlo zelenog papira koji je našao u biblioteci.
Pet priča koje čine roman su originalno bile objavljene u Magazinu fantazije i naučne fantastike:
- "Revolveraš" ("The Gunslinger" Oktobar 1978)
- "Stanica" ("The Way Station" April 1980)
- "Proročište i planine" ("The Oracle and the Mountains" Februar 1981)
- "Spori mutanti" ("The Slow Mutants" Jul 1981)
- "Revolveraš i Čovek u crnom" ("The Gunslinger and the Dark Man" Novembar 1981)

Kingu je bilo potrebno dvanaest i po godina da završi roman. Završni proizvod je prvi objavio Donald M. Grant, Izdavač, Ink. kao ograničeno izdanje 1982. Sledeće godine, kako je na koricama knjige Groblje kućnih ljubimaca ubrojan Revolveraš među Kingova pređašnja dela, veliki broj obožavaoca je zvao urede Kinga, Granta i Dabldeja zahtevajući više informacija o knjizi koja je već bila van štampe. Ovo je dovelo do štampanja deset hiljada novih primeraka. 1988. Plum je izbacio knjigu u mekom povezu. Od tada, knjiga je bila izbačena u raznim formatima i uključena u komplete sa ostalim delovima serijala.
2003. godine, roman je bio ponovo izdat u prerađenoj i produženoj verziji sa modifikovanim jezikom i dodatim i izmenjenim radnjama sa namerom da se isprave nedoslednosti sa naknadnim knjigama u serijalu. Posvećeno je Edu Fermanu, dugogodišnjem uredniku Magazina fantazije i naučne fantastike.

## Mesto radnje
Knjiga govori o Revolverašu, Rolandu od Gileada i njegovom cilju da uhvati čoveka u crnom, prvom od mnogih koraka ka Rolandovom konačnom odredištu: Mračnoj kuli.
Centralna priča se odvija u svetu koji je nešto sličan Divljem zapadu ali postoji u alternativnom (budućem) vremenu ili u paralelnom univerzumu. Roland živi u mestu gde je "svet krenuo dalje". Ovaj svet ipak ima nekoliko zajedničkih stvari sa našim, uključujući sećanje na staru pesmu "Hej Džud" i dečiju rimu koja počinje "Pasulj, pasulj, muzička biljka". Ostaci zaboravljenih ili iskrivljenih verzija tehnologije stvarnog sveta se takođe pojavljuju, kao što su reference na benzinsku pumpu koja je obožavana kao bog pod imenom "Amoko" i napuštena stanica sa pumpom za vodu koju napaja "atomska baterija".

## Sažeti zaplet
Na Rolandovom putu preko pustinje u potrazi za čovekom u crnom koga on zna kao Valtera, on sreće farmera pod imenom Braun i Zoltana, njegovu crnu vranu. Roland provodi noć tamo i priseća se vremena provedenog u Tulu, malom gradu kroz koji je Roland prošao nedugo pre početka romana. Čovek u crnom je takođe boravio u tom gradu; vratio je mrtvog čoveka u život i postavio je zamku za Rolanda. Roland upoznaje vođu lokalne crkve koja mu otkriva da je zbog čoveka u crnom zatrudnela sa demonom. Ona okreće ceo grad protiv Rolanda; muškarce, žene i decu. Roland je primoran da ubije svakog stanovnika grada. Kada se budi sledećeg dana, njegova mazga je mrtva, i to ga primorava da nastavi peške.
Roland stiže na napuštenu stanicu i sreće dečaka po imenu Džejk Čejmbers, po prvi put. Roland pada od iscrpljenosti i Džejk mu donosi vodu. Džejk ne može da se seti koliko je dugo bio na stanici, ni kako je tačno tu dospeo i sakrio se kada je Valter prošao. Roland hipnotiše Džejka da bi saznao detalje njegove smrti i otkriva da je on umro u svom drugom univerzumu (koji izgleda mnogo sličniji našem sopstvenom) kada je gurnut ispred auta, dok je išao prema školi u Menhetnu. Pre nego što su krenuli, Roland i Džejk traže hranu u podrumu i nailaze na demona. Roland ga potčinjava i uzima viličnu kost iz rupe iz koje mu je govorio.
Roland i Džejk najzad prelaze pustinju. Roland spašava Džejka od sukube i govori mu da drži viličnu kost kao zaštitu od nje. Roland spava sa sukubom, koja je takođe i proročica, da bi saznao više o svojoj sudbini i putu do Mračne kule. U retrospektivi, saznajemo da je Roland sin Stivena Diskejna, revolveraša i gospodara Gileada; i o Rolandovom surovom treningu sa njegovim učiteljem Kortom. Roland otkriva kako je bio prevaren da prerano zahteva da objavi svoju zrelost u dvoboju sa Kortom, kada je imao 14 godina, ranije od bilo kog drugog učenika. Na to ga je nagovorio Marten koji je služio kao Stivenov čarobnjak i koji je nasamario Rolandovog oca tako što je spavao sa Rolandovom majkom, Gabrijelom Diskejn. Ustanovljeno je da je ovo bilo vreme nestabilnosti i revolucije. Roland je uspeo da porazi Korta u borbi kroz izbor oružija – žrtvujući svog sokola Davida, da bi odvratio pažnju Kortu.
Džejk i Roland sreću Čoveka u crnom na planini i on im govori da će se sastati samo sa jednim od njih dvojice na drugoj strani, što pogoršava Džejkove strahove da će ga Roland ubiti, ili napustiti. Oni nastavljaju svoj put kroz uvijene tunele unutar planine, putujući starim železničkim ručnim kolicima. Na putu ih napadaju "Spori mutanti", monstruozna podzemna stvorenja. Na izlazu iz tunela, kako pruga po kojoj putuju počinje da se raspada, Roland odlučuje da pusti Džejka da padne u ponor i da nastavi svoj pohod.
Nakon što je žrtvovao Džejka u planini, Roland silazi u njeno podnožje kako bi pričao sa Valterom. On čita Rolandovu sudbinu u kartama, uključujući "mornara", "zatvorenika", "damu iz senki", "smrt" i samu Kulu. Valter izjavljuje da je on sluga Rolandovog pravog neprijatelja, onog koji sada kontroliše samu Mračnu kulu. Čovek u crnom takođe otkriva da je on bio Marten. On onda šalje Rolandu viziju univerzuma (udaljujući se od crvene planete prekrivene kanalima, prstena kamenja,velike olujne planete, planete sa prstenovima i na kraju galaksije itd.), u pokušaju da uplaši Rolanda pokazujući mu koliko je on u stvari beznačajan i traži od njega da napusti svoj pohod. Roland odbija, a čovek u crnom mu govori da ide na zapad, pre nego što ga je uspavao. Kada se Roland probudio deset godina je prošlo, a pored njega se nalazi kostur — za koji pretpostavlja da je Valter. Roland uzima viličnu kost sa kostura pre nego što kreće na put za obalu Zapadnog mora.

## Revidirano i prošireno izdanje
King je revidirao Revolveraša 2003. godine. U svom predstavljanju novog izdanja, King je izjavio da je osećao da je originalna verzija bila "suva" i teška za pristup novim čitaocima. On je takođe načinio priču više linearnom i njen zaplet više doslednim završetku serijala. Dodatne izmene su dodate u cilju razrešavanja grešaka u kontinuitetu koje su doneli prateći delovi. Dodati materijal je imao preko 9000 reči (35 strana).
Neke od promena uključuju:
- Uklanjanje reference Rolanda koji čita časopis u Tulu. Kasnija informacija prezentovana u Tri tarot karte sugeriše da je papir retkost u Rolandovom svetu.
- Referenca na to da je prošlo 12 godina od pada Gileada, što se desilo kada je Roland bio tinejdžer, je promenjena u "nebrojane godine". Inače, moglo bi se zaključiti da je Roland u svojim tridesetim godinama, dok prateći delovi nagoveštavaju da je Roland drevan.
- Isto tako Čovek u crnom prvobitno kaže da je "skoro besmrtan", dok u reviziji to kaže za sebe i Rolanda.
- "Roland nije znao šta se desilo sa Kortom"[6] je promenjeno u "Kort je bio mrtav",[7] zbog toga što pad Gileada nije bio potpuno razrađen do kasnijih delova.
- Rolandovo hladnokrvno ubijanje Eli je promenjeno da ga učini humanijim. Prvobitno, kada se ceo grad Tul okrenuo protiv Rolanda, stanovnik grada hvata Eli i koristi je kao ljudski štit. Ona moli Rolanda da ne puca pre nego što on nemilosrdno pokosi i nju i čoveka koji ju je držao.[8] U revidiranom izdanju, ona je bila dovedena do ludila od strane Valtera pre nego što je uhvaćena i moli Rolanda da joj skrati muke.[9]
- Grad Farson je promenjen u Taunton, pošto se Džon Farson javlja kao lik u kasnijim delovima knjige.
- Reference na Zver su promenjene da se odnose na Grimiznog kralja, koji inače nije pomenut u serijalu sve do Pustara.
- "Blu Heven" i "Algul Siento", termini koji su otkriveni u poslednjim delovima, su pomenuti.
- Jedan Tahean se pojavljuje na početku revidiranog izdanja. Taheani su vrsta stvorenja koja se ne bi originalno pojavila sve do poslednja tri dela.
- Velika promena u tekstu je sudbina i identitet Čoveka u crnom. U prvobitnom tekstu, Valterova smrt na kraju priče Rolandu nije neizvesna. U revidiranom izdanju, Roland razmišlja da li je njegovo otkriće Valterovih kostiju neki trik, ili je stvarno mrtav. Prvobitan tekst je takođe držao Valtera i Martena Brodklouka potpuno razdvojenim. Čak i posle Valterove smrti, Brodklouk je i dalje trebao biti pronađen i ubijen. Kasnije, u nastavku Čarobnjak i staklo, otkriveno je da su oni, zajedno sa Flegom, jedna ista osoba. Iako nema ni jedne reference na ime "Fleg" u revidiranom izdanju Revolveraša, sve reference na Valtera i Martena su izmenjene tako da se sa sigurnošću može reći da su oni jedna ista osoba.
- Džejk Čejmbers, koji je prvobitno imao 9 godina, u revidiranom izdanju je 10-11 godina star.
- Generalno, svet po kome je revolveraš putovao u originalnom tekstu je bio pregažena verzija našeg sopstvenog - u tekstu se pominju Engleska, Zvezda severnjača, Mars, Isus i ostale biblijske figure, Uskrs, Noć veštica i grčka i egipatska božanstva. U reviziji, većina ovih referenci je uklonjena da bi Rolandov svet samo maglovito podsećao na naš sopstveni.
- U ranijem izdanju Rolandov otac je Roland Stariji, a u kasnijem izdanju, promenjeno je na Stiven.
- U proširenom izdanju romana, na poslednjoj strani pre teksta samo jedna reč RESUMPTION(nastavak) se pojavljuje; u "Argument"-u, u predgovoru za Vukove Kale, King objašnjava da je to podnaslov romana.

## Film
Stiven King i Nikolaj Arsel su potvrdili da je film Mračna kula koji izlazi 2017. nastavak događaja književnog dela Mračna kula i prati Rolanda Diskejna u njegovoj "poslednjoj rundi", ciklusu Mračne kule, opremljenog Eldovim rogom. Film će izaći 4. avgusta 2017. u 3D-u i 2D-u od strane Kolambija pikčers-a.
Film će biti kombinacija događaja Revolveraša, i trećeg romana Mračna kula III: Pustare, dok će takođe uključiti značajan deo priče iz dela Mračna kula: Vetar kroz ključaonicu.

## Literatura
- King, Stiven . Pogovor (1989). Mračna kula: Revolveraš. Nju Jork: Signet. ISBN 978-0-451-16052-2.
- Poređenje originalnog teksta iz 1982. i prerađenog izdanja iz 2003.